# Obóz niemiecki dla Polaków (Polenlager) w Pogrzebieniu
Polenlager 82 Pogrzebin (pełna nazwa Reichskommissar für die Festigung Deutschen Volkstums – Volksdeutsche Mittelstelle – Einsatzführung Oberschlesien – Polenlager 82 Pogrzebin) – hitlerowski obóz przesiedleńczy znajdujący się we wsi Pogrzebień, jeden z 26 niemieckich obozów koncentracyjnych tzw. Polenlager na Górnym Śląsku założonych dla ludności polskiej przez Niemców.

## Historia obozu
Obóz powstał między 15 a 20 czerwca 1942 roku i podlegał niemieckiej agencji partii nazistowskiej pod nazwą Hauptamt Volksdeutsche Mittelstelle kierowanej przez Wernera Lorenza, a jego personel i zarząd stanowili członkowie SS. Jego komendantami byli czonkowie SS: Kratky – pierwszy komendant, Nagel – drugi komendant, Feistenauer (Fürstenauer?) – trzeci komendant, Grel (Groel?) – czwarty komendant obozu, Reinhold Banik – zastępca komendanta. Obozu pilnowali żandarmi: Paul Ast, Erich Bayer, Richard Elster, Fritz Grieger, Gustav Klose i Hermann Klose.
Obóz mieścił się w budynku seminarium duchownego przy klasztorze salezjanów w Pogrzebieniu. Wcześniej utworzono w nim na krótko obóz przejściowy dla tzw. reemigrantów niemieckich przesiedlanych z Besarabii i niemieckiej Bukowiny w ramach niemieckiej akcji kolonizacyjnej Heim ins Reich. Następnie obiekt wraz z przyległym terenem Niemcy otoczyli podwójnym rzędem drutów kolczastych wysokości około 4 metrów i utworzyli tu obóz dla ludności polskiej pod nazwą Polenlager 82. Była do niego kierowana część Polaków wysiedlanych z terenów Żywiecczyzny w ramach operacji wysiedleńczej ok. 20 tys. mieszkańców z powiatu żywieckiego na tereny Generalnego Gubernatorstwa i wprowadzeniu w ich miejsce osadników niemieckich zwanej Akcja Saybusch.
11 września 1943 roku Polenlager w Pogrzebieniu przekształcono w obóz koncentracyjny dla dzieci, tzw. Kinderlager. Był to jedyny obóz w systemie obozów Polenlager przeznaczony wyłącznie dla dzieci. Zostało w nim umieszczonych 220 małoletnich do lat 16 oraz 12 niemowląt, które zostały odebrane rodzicom wysłanym do obozów koncentracyjnych. Były to w większości dzieci aresztowanych w wyniku akcji „Oderberg” jaką Niemcy przeprowadzili w Zagłębiu Dąbrowskim. Okoliczna ludność starała się pomagać uwięzionym dzieciom dostarczając im chleb. Udało się im także wykraść z obozu 4-letnią dziewczynkę – Urszulkę.
Pogrzebieński Kinderlager zlikwidowano w październiku 1943 roku w związku z potrzebą umieszczenia w tym miejscu kolejnych niemieckich osadników ze wschodu. Dzieci z obozu rozdzielono do innych obozów na Górnym Śląsku (Lyski, Gorzyce, Żory i in.). Od tego momentu obóz został podzielony, a Polacy przebywali w nim w odgrodzonej części w kaplicy klasztornej.
W Polenlagrze w Pogrzebieniu przebywała m.in. Halina Skalbmierska, działaczka PPS.
W 2016 r. odnaleziono listy obozowe z Polenlager 82 w Pogrzebieniu, na których znajdują się dane ponad 1,5 tys. osób. Listy te przechowuje się w archiwum Muzeum w Wodzisławiu Śląskim.